# (897) Lysistrata
(897) Lysistrata – planetoida z pasa głównego asteroid okrążająca Słońce w ciągu 4 lat i 20 dni w średniej odległości 2,54 au. Została odkryta 3 sierpnia 1918 roku w Landessternwarte Heidelberg-Königstuhl w Heidelbergu przez Maxa Wolfa. Nazwa pochodzi od antywojennej komedii Lizystrata Arystofanesa. Przed nadaniem nazwy planetoida nosiła oznaczenie tymczasowe (897) 1918 DZ.